# Nymphidium leucidiodes
Nymphidium leucidiodes är en fjärilsart som beskrevs av Adalbert Seitz 1917. Nymphidium leucidiodes ingår i släktet Nymphidium och familjen Riodinidae. Inga underarter finns listade i Catalogue of Life.